# Pusad
Pusad là một thành phố và là nơi đặt hội đồng đô thị (municipal council) của quận Yavatmal thuộc bang Maharashtra, Ấn Độ.

## Địa lý
Pusad có vị trí 19°54′B 77°35′Đ / 19,9°B 77,58°Đ Nó có độ cao trung bình là 315 mét (1033 feet).

## Nhân khẩu
Theo điều tra dân số năm 2001 của Ấn Độ, Pusad có dân số 67.152 người. Phái nam chiếm 51% tổng số dân và phái nữ chiếm 49%. Pusad có tỷ lệ 74% biết đọc biết viết, cao hơn tỷ lệ trung bình toàn quốc là 59,5%: tỷ lệ cho phái nam là 80%, và tỷ lệ cho phái nữ là 68%. Tại Pusad, 14% dân số nhỏ hơn 6 tuổi.